# Tim Hortons

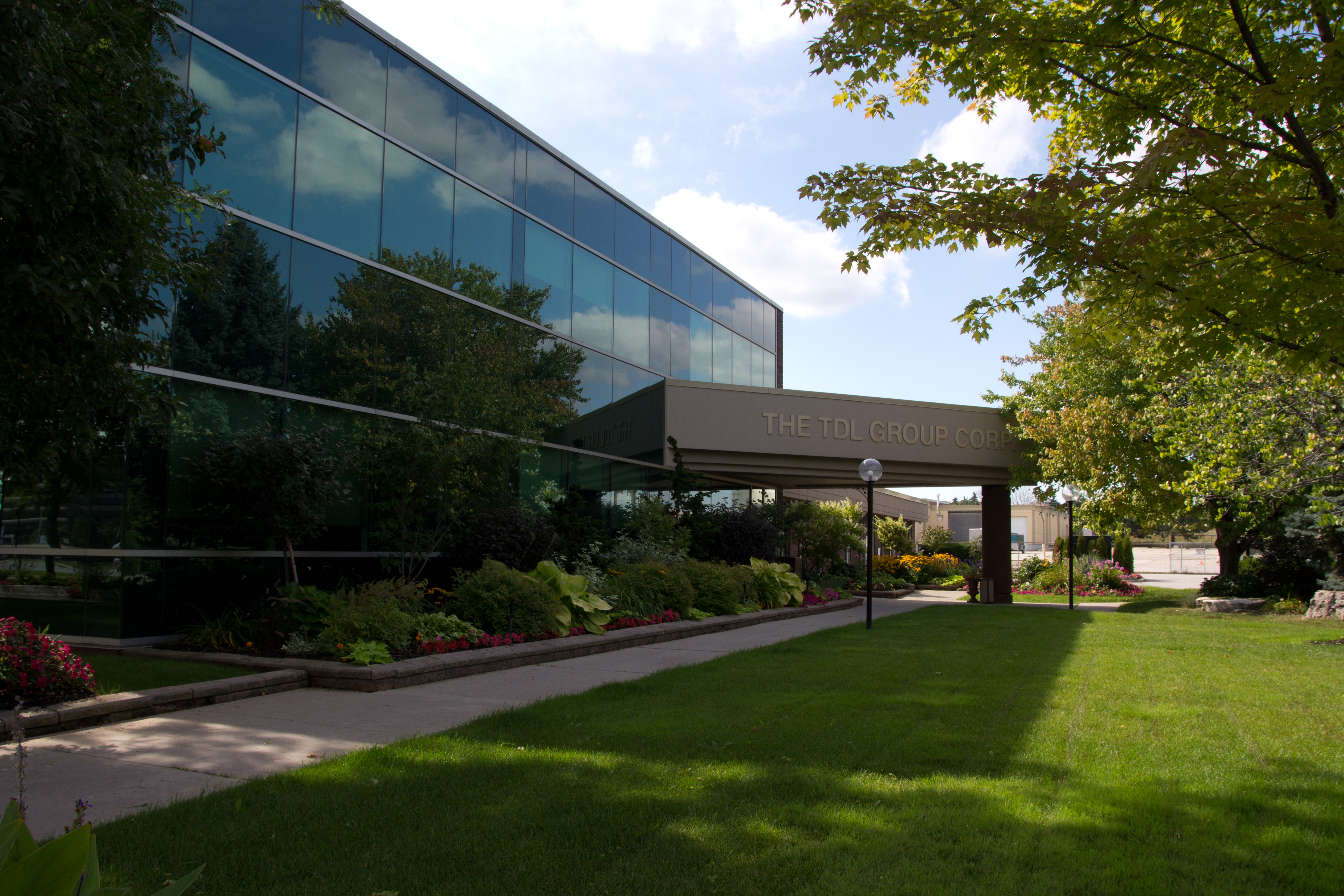
Tim-Hortons-Hauptsitz in Oakville, Kanada

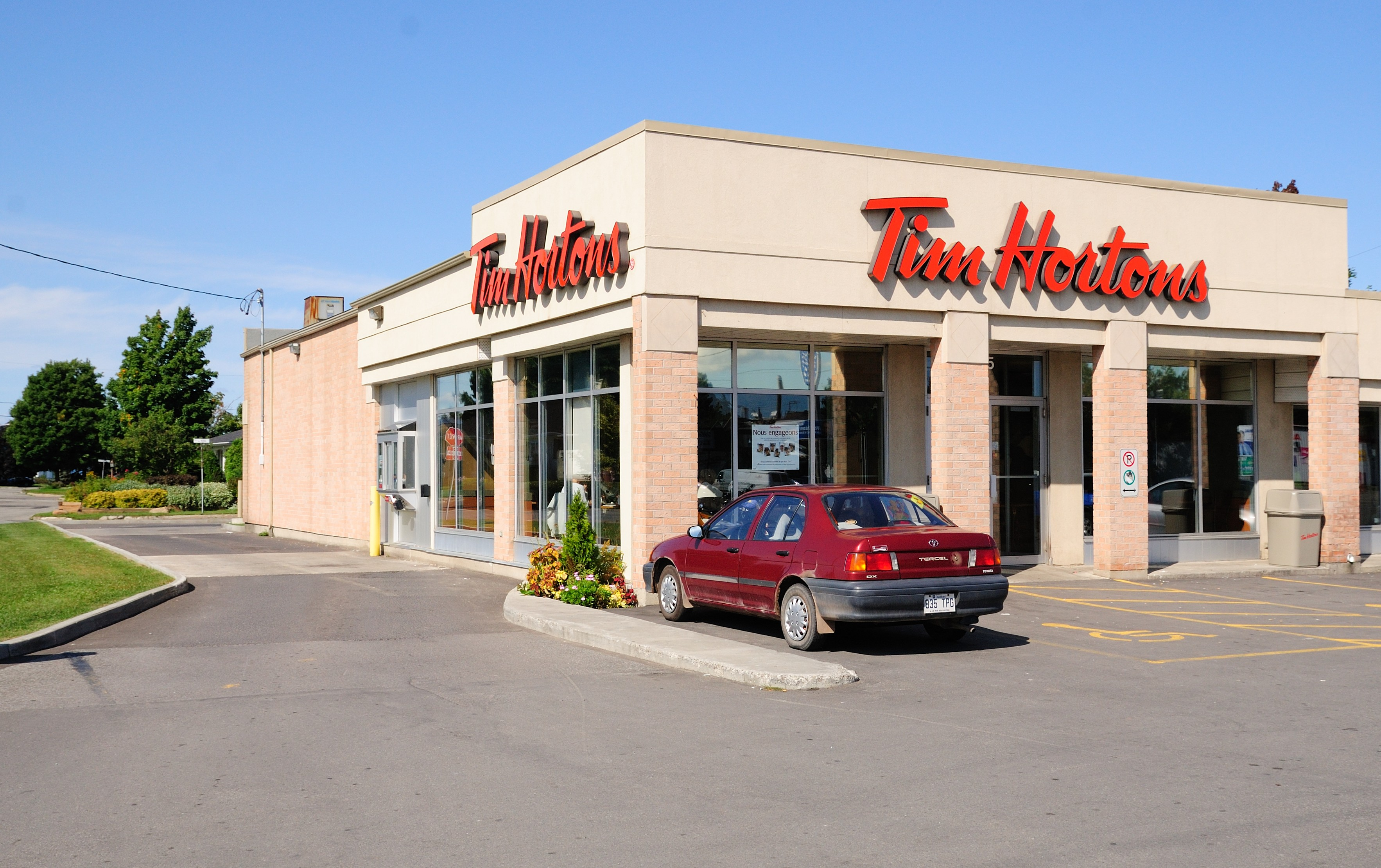
Filiale in Québec

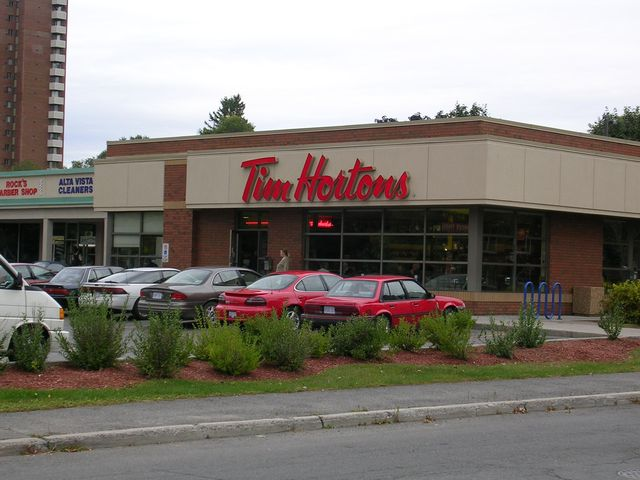
Filiale in Ottawa

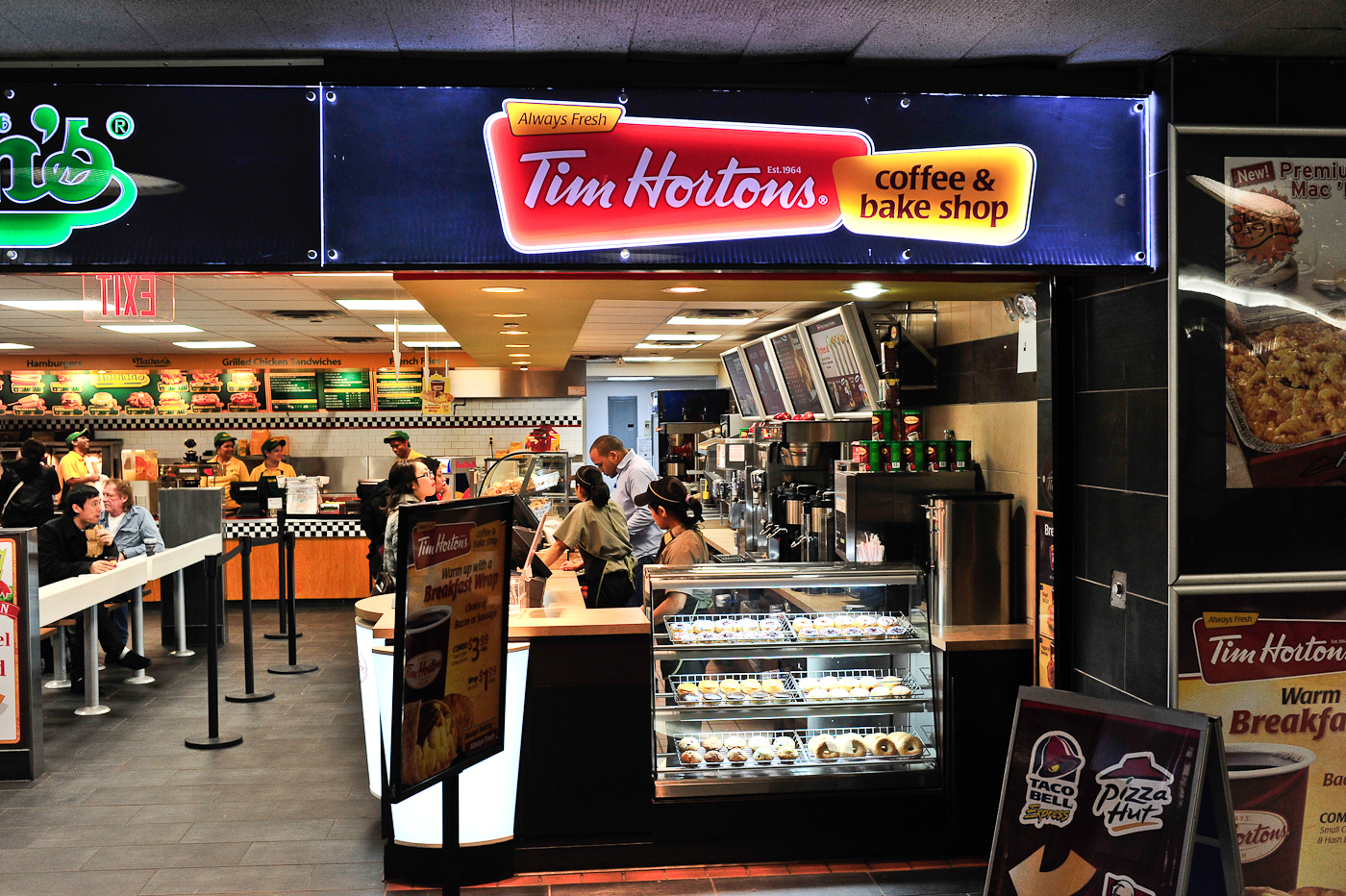
Filiale in New York City

Tim Hortons Inc. ist eine kanadische Schnellrestaurant-Kette. Ursprünglich auf Kaffee und Donuts spezialisiert, hat die nach ihrem Gründer und Eishockeyspieler Tim Horton benannte Kette seit Mitte der 1990er-Jahre ihr Angebot auch auf Snacks, Sandwiches und andere Speisen ausgeweitet. Das Unternehmen wurde im Jahr 1964 in Hamilton (Ontario) gegründet und besaß im Jahr 2022 5600 Filialen in Kanada, den Vereinigten Staaten, Indien und Ländern des Golf-Kooperationsrats. Das Unternehmen war mit einem Umsatz von 7,164 Milliarden kanadischen Dollar der größte Betreiber von Kaffee- und Donut-Restaurants in Kanada. In den Vereinigten Staaten liegt es mit rund 800 Filialen hinter Starbucks und Caribou Coffee an dritter Stelle.

## Geschichte
Das erste Tim-Horton-Restaurant (das „s“ kam erst später hinzu) eröffnete im Jahr 1964 in Hamilton, Ontario, Kanada. Das Unternehmen wurde von Tim Horton gegründet, einem bekannten Eishockeyspieler der National Hockey League. Kurz nachdem Horton sein erstes Geschäft eröffnet hatte, traf er Ron Joyce, einen ehemaligen Polizisten aus Hamilton. 1965 übernahm Joyce die Geschäftsführung des ersten Restaurants und eröffnete bis 1967 zwei weitere. Joyce und Horton wurden gleichwertige Partner des Unternehmens. Nach dem Tod von Horton bei einem Autounfall im Jahr 1974 übernahm Joyce dessen Anteile und wurde alleiniger Eigentümer der bereits existierenden 40 Filialen. Nun begann eine Zeit der aggressiven Expansion des Filialnetzes und der Produktauswahl. 1991 wurde bereits die 500. Filiale in Aylmer (Québec) eröffnet.
Die aggressive Expansion von Tim Hortons hatte zwei große Veränderungen im Kaffee- und Donutmarkt zur Folge:
1. Unabhängige Donutshops wurden in Kanada nahezu gänzlich eliminiert.[5]
2. Im Verhältnis von Donutshops zu Einwohnern übertrifft nun Kanada alle anderen Staaten.[5]

Am 8. August 1995 fusionierte Tim Hortons (TDL Group Ltd., ursprünglich Tim Donut Limited) mit Wendy’s International Inc. Mit der Fusion wurde Joyce größter Anteilseigner an Wendy’s. Unter der Führung von Wendy’s wurden viele kombinierte Filialen mit beiden Marken in Kanada und im Nordosten der Vereinigten Staaten eröffnet.
Im Jahr 2004 expandierte Tim Hortons ins US-amerikanische Rhode Island, Connecticut und Massachusetts durch die Übernahme von 46 Bess-Eaton-Kaffee- und Donut-Restaurants.
Aufgrund der Stärke und Rentabilität der Marke Tim Hortons verkaufte Wendy’s International Inc. im März 2006 auf Druck der Anteilseigner zwischen 15 und 18 % seiner Anteile an der TDL Group. Der Rest der Anteile sollte bis Ende 2006 verkauft werden.
Von 2006 bis 2011 betrieb Tim Hortons ein Restaurant auf dem Stützpunkt der Kanadischen Streitkräfte in Kandahar. Franchisenehmer war hier Canadian Forces Morale and Welfare Services.
Im August 2014 übernahm Burger King Worldwide Inc. die Tim Hortons Inc. für 12,5 Milliarden C$ (etwa 8,6 Milliarden Euro). Die beiden Unternehmen wurden zur neuen Holding Restaurant Brands International fusioniert.
Wachstum von Tim Hortons:
- 1. Filiale – Hamilton (Ontario) – Mai 1964
- 100. Filiale – Thunder Bay (Ontario) – Dezember 1978
- 200. Filiale – Hamilton (Ontario) – Dezember 1984
- 300. Filiale – Calgary – Februar 1987
- 400. Filiale – Halifax (Nova Scotia) – Februar 1989
- 500. Filiale – Aylmer (Québec) – Januar 1991
- 700. Filiale – Moncton – Oktober 1993
- 1000. Filiale – Ancaster (Ontario) – August 1995
- 1500. Filiale – Pickerington – März 1997 (gleichzeitig die 5000. Wendy’s-Filiale)
- 2000. Filiale – Toronto – Dezember 2000
- 2500. Filiale – Cayuga (Ontario) – September 2003
- 3000. Filiale – Orchard Park (New York) – Dezember 2006
- 4000. Filiale – Dezember 2011

## Wissenswertes
- Ende 2016 hatte sich Tim Hortons als Unternehmen in der Schweiz (Stadt Zug) ins Handelsregister eintragen lassen.[11] Im Handelsregister ist als Zweck der Gesellschaft „Erwerb, Besitz, Verwaltung und Erweiterung der Geschäftstätigkeit von Tim Hortons außerhalb von Kanada und den Vereinigten Staaten“ angegeben.[12]
- Kleinere Ortschaften und Städte werden nach der Anzahl der vorhandenen Tim-Hortons-Filialen beurteilt (zum Beispiel: „3-Tim-town“ – Stadt mit drei Filialen)
- Auf Wunsch des kanadischen Militärs eröffnete Tim Hortons eine Filiale auf einem Stützpunkt in Kandahar, Afghanistan.[13]
- Im Nahen Osten ist Tim Hortons mit 250 Filialen in Katar, Kuwait, Oman und Saudi-Arabien und den Vereinigten Arabischen Emiraten vertreten. Geplant sind in dieser Region bis zu 500 Filialen bis in das Jahr 2025.[14]
- Am 2. Juni 2017 um 9 Uhr morgens wurde an der Argyle Street in Glasgow, Großbritannien, die erste Tim-Hortons-Filiale auf europäischem Boden eröffnet.[15] Mittlerweile gibt es in Großbritannien 65 Filialen.[16]
- Zuvor, am 28. Februar 2017, wurde in der philippinischen Hauptstadt Manila die erste Tim-Hortons-Filiale im asiatischen Markt außerhalb der Arabischen Halbinsel eröffnet.[17]
- Tim-Hortons-Produkte sind auch bei einigen Supermärkten der Ketten Spar und Tesco in der Republik Irland sowie in Großbritannien erhältlich.[18]
- Tim Hortons unterstützt die „Tim Horton Children’s Foundation“, die unterprivilegierte Kinder aus Kanada und den Vereinigten Staaten den Besuch eines Sommercamps ermöglicht. Die Stiftung betreibt sechs Sommercamps in Parry Sound, Tatamagouche, Kananaskis, Quyon, Campbellsville und St. George.
- Einzelne lokale Filialen unterstützen Kindersportprogramme unter dem Namen „Timbits Minor Sports“.
- Tim Hortons war von 2005 bis 2023 Hauptsponsor der kanadischen Curling-Meisterschaften der Männer (Tim Hortons Brier).[19]
- Das Canadian-Football-Stadion in Hamilton trägt den Sponsorennamen Tim Hortons Field.[20]